# Distichophyllum fuegianum
Distichophyllum fuegianum là một loài Rêu trong họ Hookeriaceae. Loài này được Matteri mô tả khoa học đầu tiên năm 1975.